# 앨버트 레스터
앨버트 레스터(Albert Lester, 1803년경, 코네티컷주 리치필드 ~ 1867년 3월 14일, 뉴욕주 캐넌다이과)은 미국의 정치인으로 뉴욕주 부지사 권한대행이다.

## 경력
- 1844 ~ 1847 제67·68·69·70대 미국 뉴욕 제7구 상원의원
- 1847.07 ~ 1847.12 뉴욕 부지사 권한대행